# Švábenice
Švábenice (in tedesco Schwabenitz) è un comune mercato della Repubblica Ceca facente parte del distretto di Vyškov, in Moravia Meridionale.